# Kerstin Langkopf
Kerstin Langkopf es una deportista alemana que compitió para la RFA en luge en la modalidad individual. Ganó una medalla de oro en el Campeonato Europeo de Luge de 1988, en la prueba por equipo.

## Palmarés internacional
| Campeonato Europeo | Campeonato Europeo | Campeonato Europeo | Campeonato Europeo |
| Año                | Lugar              | Medalla            | Prueba             |
| ------------------ | ------------------ | ------------------ | ------------------ |
| 1988               | Königssee (RFA)    | Medalla de oro     | Equipo             |